# Финансовый монстр
«Финансовый монстр» (англ. Money Monster) — американский триллер режиссёра Джоди Фостер. Сценарий, попавший в «чёрный список» 2014 года, был написан Аланом Ди Фиоре, Джимом Коуфом и Джейми Линденом. В фильме снялись Джордж Клуни, Джулия Робертс, Джек О’Коннелл, Доминик Уэст, Джанкарло Эспозито и Катрина Балф.
Фильм был показан вне конкурса на Каннском кинофестивале. Распространением фильма занималась компания Sony Pictures Entertainment через лейбл TriStar Pictures. Мировая премьера состоялась 12 мая 2016 года, в США — днём позже, в СНГ — 2 июня. Он получил смешанные отзывы критиков и собрал в мировом прокате более 93 миллионов долларов.

## Сюжет
В центре сюжета — телеведущий программы «Финансовый монстр» Ли Гейтс (Джордж Клуни), дающий советы своим зрителям по вопросам коммерции и Уолл-стрита. Во время прямого эфира Гейтса и съемочную группу захватывает Кайл Бадуэлл — зритель, который накануне потерял все свои деньги, вложив их, согласно рекомендации Гейтса, в компанию «IBIS Clear Capital».

## В ролях
| Актёр              | Роль                                         |
| ------------------ | -------------------------------------------- |
| Джордж Клуни       | телеведущий шоу «Финансовый монстр» Ли Гейтс |
| Джулия Робертс     | режиссёр шоу «Финансовый монстр» Пэтти Фэн   |
| Джек О’Коннелл     | обманутый вкладчик Кайл Бадуэлл              |
| Доминик Уэст       | президент компании «Ibis» Уолт Кэмби         |
| Катрина Балф       | пресс-секретарь компании «Ibis» Диана Лестер |
| Кристофер Денэм    | продюсер шоу «Финансовый монстр» Рон Шпрехер |
| Джанкарло Эспозито | капитан Маркус Пауэлл                        |
| Ленни Венито       | оператор шоу «Финансовый монстр» Ленни       |
| Крис Бауэр         | лейтенант Нельсон                            |
| Деннис Буцикарис   | финансовый директор Эйвери Гудло             |

## Создание

### Разработка
Первые сообщения о проекте появились в феврале 2012 года, когда Даниэль Дубецки основал свою кинокомпанию The Allegiance Theater. Будущий проект стал первым для компании. IM Global и Stuart Ford взяли на себя обязанности по финансированию фильма. Сценарий был написан Аланом Ди Фиоре и Джимом Коуфом. 11 октября 2012 года режиссёром фильма была назначена Джоди Фостер, продюсером — Лара Аламеддин.
25 июля 2014 года TriStar Pictures получила права на финансирование и выпуск фильма с финальной версией сценария Джейми Линдена. Джордж Клуни и Грант Хеслов также присоединились к продюсированию фильма через компанию Smoke House Pictures.

### Кастинг
8 мая 2014 года появилась информация, что Фостер выбрала Джорджа Клуни на главную роль телеведущего Ли Гейтса, хотя контракт с актёром ещё не был заключён. В июле 2014 года было официально объявлено, что Клуни сыграет роль в фильме. В ноябре 2014 года своё участие в проекте подтвердили Джек О’Коннелл и Джулия Робертс. 29 января 2015 года в актёрский состав вошла Катрина Балф. 25 февраля 2015 года к фильму присоединился Доминик Уэст, а 4 марта — Кристофер Денэм.

### Съёмки
В октябре 2012 года было сообщено о старте съёмок в начале 2013 года. В июле 2014 года стало известно, что производство проекта начнётся после завершения съёмок Джорджа Клуни в фильме братьев Коэнов «Да здравствует Цезарь!».
Съёмки начались в Нью-Йорке 27 февраля 2015 года. 1 марта 2015 года Джордж Клуни был замечен в студии Кауфман в районе Астории города Нью-Йорк. 8 апреля съёмки начались на Уолл-стрит в финансовом районе Манхэттена, где продлились 15 дней. Также были отсняты сцены перед Федерал-холлом. Некоторые повторные съёмки фильма прошли в середине января 2016 года в Нью-Йорке на Уильям-стрит и Брод-стрит.

## Релиз и сборы

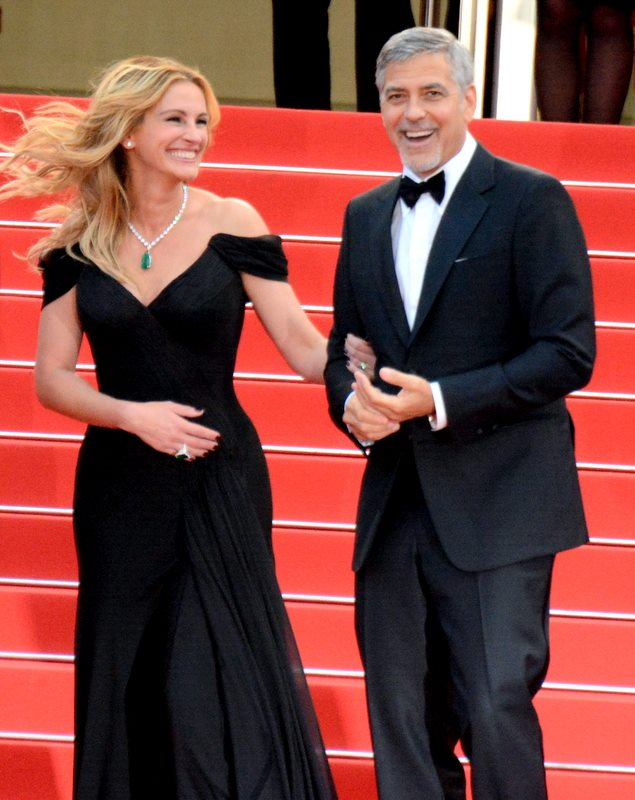
Джулия Робертс и Джордж Клуни представляют фильм на Каннском кинофестивале 2016 года.

В августе 2015 года Sony Pictures Entertainment анонсировали выпуск фильма на 8 апреля 2016 года. В декабре этого же года релиз был перенесён на 13 мая 2016 года. В январе 2016 года появился первый трейлер к фильму. Мировая премьера «Финансового монстра» состоялась 12 мая 2016 года на Каннском кинофестивале.
В премьерный уик-энд проката в США по прогнозам студии ожидались сборы в районе 12,5 млн долларов в 3104 кинотеатрах. Кассовые сборы фильма составили 600 тыс. долларов от ночных предпоказов в четверг и 5 млн долларов в первый день проката. Результат первого уик-энда составил 14,8 млн долларов, что позволило фильму занять третье место после «Первого мстителя: Противостояние» (72,6 млн $) и «Книги джунглей» (17,1 млн $). Фильм собрал в прокате США 41 млн долларов и 52,3 млн долларов в других странах. В общей сложности фильм собрал 93,3 млн долларов при бюджете в 27 млн долларов.

## Критика
Фильм получил смешанные отзывы критиков, набрав 59 % на сайте Rotten Tomatoes со средней оценкой 6 из 10. На сайте Metacritic он получил 55 баллов из 100 на основе 44 критиков. Аудитория, опрошенная сайтом CinemaScore, дала фильму среднюю оценку B+ по шкале от A+ до F, в то время как PostTrak сообщил, что зрители дали ему 81 % положительных оценок и 56 % «определённой рекомендации».
Большинство критиков сочли главным достоинством фильма игру ведущих актёров. Энтони Скотт из The New York Times похвалил «харизматичный дуэт» Клуни и Робертс, при этом заметив, что «качество актёрской игры одновременно повышает достоверность повествования и обнажает некоторые его слабые места». Кристи Лемир из RogerEbert.com в смешанном обзоре также отметила «огромную харизму Клуни», но раскритиковала фильм за то, что он «не настолько захватывающий или заставляющий задуматься, как звучит его предпосылка». Положительно об игре Клуни и фильме в целом отозвался Крис Хьюитт из Empire.
Часть рецензентов высоко оценили атмосферу неизвестности. Сандра Холл из Sydney Morning Herald высоко оценила работу Джоди Фостер и её способность «поддерживать идущие события». Ричард Броуди из The New Yorker написал, что Фостер «поддерживает динамичность действия и высокое напряжение», но посчитал, что фильм был «поглощён тем самым назойливым и безличным сенсационализмом, который он высмеивает».
Другие критики отрицательно оценили сценарий. Венди Айд из The Guardian дала фильму негативный отзыв, написав, что ему не хватает «подлинного гнева» «Игры на понижение» и «снайперской точности» «Телесети», также раскритиковав «полное отсутствие искренности» у Клуни. Питер Трэверс из Rolling Stone отметил, что то, чего не хватает сценарию в «эмоциональном подтексте», можно найти в «богато детализированной» игре актёров. Робби Коллин из The Telegraph в неоднозначной рецензии посчитал фильм «шумным триллером о заложниках, который избегает объяснений ради исполнения желаний», в заключение добавив, что «в пылу момента бахвальство и нервозность „Финансового монстра“ держат вас на крючке». Джош Лассер из IGN критически отозвался о сочетании комедии и драмы в фильме, сочтя переходы жанров «слишком быстрыми и отвлекающими зрителей от разворачивающегося драматизма».
Некоторые рецензенты сравнивали персонажа Клуни с телеведущим шоу «Безумные деньги» Джимом Крамером, однако сам актёр и Джоди Фостер отрицали его связь с фильмом.
В российских СМИ «Финансовый монстр» аналогично получил смешанные отзывы. Светлана Наборщикова из «Известий» описала фильм как «крепкий голливудский продукт с держащим от первой до последней секунды сюжетом, осмысленной „картинкой“ и отличными актёрскими работами». Михаил Трофименков из «Коммерсантъ» назвал работу Фостер предсказуемой и «третичной», однако положительно оценил игру Катрины Балф. По мнению Станислава Зельвенского из «Афиши», фильм вышел излишне сентиментальным. Виктория Гусева из «Российской газеты» сочла фильм «вполне достойным просмотра» благодаря дуэту Клуни и Робертс, однако раскритиковала «крайне слабую» драматичность сюжета. Олег Зинцов из газеты «Ведомости» посчитал сомнительным превращение персонажа Джорджа Клуни из шоумена в журналиста.